# Morale 2
Albums de Roméo Elvis
Morale
(2016) Chocolat
(2019)
Morale 2 est le premier album studio du rappeur belge Roméo Elvis et du producteur Le Motel, sorti le 17 mars 2017. La réédition de l'album, Morale 2Luxe, est sortie le 16 février 2018.

## Liste des pistes
| No  | Titre                         | Durée |
| --- | ----------------------------- | ----- |
| 1.  | Nappeux (feat. Grems)         | 4:02  |
| 2.  | Agora (feat. Jan Paternoster) | 3:46  |
| 3.  | Diable                        | 3:11  |
| 4.  | Drôle de question             | 3:01  |
| 5.  | Switchin                      | 1:43  |
| 6.  | Bébé aime la drogue           | 3:46  |
| 7.  | J'ai vu (feat. Angèle)        | 4:30  |
| 8.  | Thalys (feat. Lomepal)        | 3:09  |
| 9.  | Lenita                        | 3:32  |
| 10. | Interlude                     | 4:02  |
| 11. | Les hommes ne pleurent pas    | 3:44  |
| 12. | Sabena                        | 3:00  |
| 13. | Ma tête                       | 4:01  |

### Morale 2luxe
| 1.  | Respirer                             | 2:37 |
| 2.  | Strauss & Paillettes                 | 3:27 |
| 3.  | Dessert                              | 3:08 |
| 4.  | Jaloux                               | 3:28 |
| 5.  | Série B                              | 3:18 |
| 6.  | Pogo                                 | 3:42 |
| 7.  | Samy                                 | 3:20 |
| 8.  | Chanmax                              | 3:24 |
| 9.  | L'amour avec des crocos              | 2:37 |
| 10. | +32 492 836 849 ou +33 1 70 99 24 30 | 2:53 |
| 11. | Drôle de question (Remix)            | 3:04 |

## Classement hebdomadaire
| Classement (2017)            | Meilleure position |
| ---------------------------- | ------------------ |
| Belgique (Flandre Ultratop)  | 29                 |
| Belgique (Wallonie Ultratop) | 3                  |
| France (SNEP)                | 17                 |
| Suisse (Schweizer Hitparade) | 39                 |

## Certification
| Région | Certification | Ventes/Streams |
| --- | ------------- | -------------- |
| France (SNEP) | Platine       | 100 000        |
| *Ventes selon la certification ^Mise en rayon selon la certification xNon précisé par la certification ‡ventes/streaming selon la certification |               |                |